# Melitaea magnaobscura
Melitaea magnaobscura är en fjärilsart som beskrevs av Ruggero Verity 1931. Melitaea magnaobscura ingår i släktet Melitaea och familjen praktfjärilar. Inga underarter finns listade i Catalogue of Life.